# 제30회 미국 감독 조합상
제30회 미국 감독 조합상은 1977년 뛰어난 활동을 보인 영화 감독을 기리기 위해 1978년 3월에 열린 시상식이다. 뉴욕, St. Regis Hotel에서 개최되었다.

## 수상 및 후보

### 감독상(영화부문)
- 애니 홀 - 우디 앨런 수상

### 감독상(다큐멘터리부문)
- Perry Miller Adato 수상

### 명예상
- David Butler 수상